# 阮公墩
阮公墩，是杭州西湖上的三个小岛之一，建成于清朝嘉庆年间，当时把清理出来的2400余吨西湖湖底淤泥堆砌成此岛。岛上有忆芸亭（阮元号芸台）、云水居、环碧小筑等建筑。1985年被评为“新西湖十景”之一。